# Природничо-географічний факультет ЦДПУ ім. В. Винниченка
Природничо-географічний факультет - одним з факультетів Центральноукраїнського державного педагогічного університету імені Володимира Винниченка.
Факультет поєднує три спеціальності – географію, біологію та хімію, які є фундаментальними та універсальними для кожного природознавця. Історія факультету бере свій початок ще з 30-х років ХІХ століття, однак новий виток розвитку факультет розпочав з 1993 року.
Природничо-географічний факультет Центральноукраїнського державного педагогічного університету ім. В. Винниченка має свій навчальний корпус з обладнаними лабораторіями та спеціалізованими кабінетами, комп’ютерний клас, факультетську бібліотеку, навчальний природничий музей.

## Історія розвитку
- 1935 р. – створено природничо-географічний факультет при Кіровоградському педагогічному інституті.
- 1939 р. – на природничо-географічному факультеті функціонували дві кафедри  - природознавства та географії. На той час при факультеті діяли географічні, біологічні, хімічні кабінети і лабораторії, ботанічний сад з оранжереєю.
- 1944 р. – відновлення роботи факультетів інституту.
- 1944 – 1945 рр. – було започатковано функціонування геологічного кабінету.
- 1945 – 1946 рр. – були створені географічний, біологічний, геологічний, хімічний кабінети, лабораторії.
- 1950 р. – факультет було переведено до м. Одеси.
- 1993 р. – відкрито нову сторінку в історії розвитку та становлення природничо-географічного факультету. У зазначеному році, після тривалої перерви, вперше з 1950 року відбувся набір студентів на спеціальності «Географія і біологія», а також «Хімія і біологія».
- 1994 р. – природничо-географічний факультет відновлює свою роботу.

## Кафедри факультету
1. Кафедра географії та геоекології [Архівовано 18 лютого 2018 у Wayback Machine.]
2. Кафедра хімії [Архівовано 18 лютого 2018 у Wayback Machine.]
3. Кафедра біології та методики її викладання [Архівовано 18 лютого 2018 у Wayback Machine.]